# Allas-Champagne
Allas-Champagne là một xã trong tỉnh Charente-Maritime Charente-Maritime trong vùng Nouvelle-Aquitaine, tây nam nước Pháp. Xã Allas-Champagne nằm ở khu vực có độ cao trung bình 67 mét trên mực nước biển.

## Lịch sử biến động dân số
| Năm  | Dân số | Mật độ | Phần trăm của tổng |
| ---- | ------ | ------ | ------------------ |
| 1962 | 182    | -      | -                  |
| 1968 | 201    | -      | -                  |
| 1975 | 200    | -      | -                  |
| 1982 | 213    | -      | -                  |
| 1990 | 207    | -      | -                  |
| 1999 | 184    | 24/km² | 4.5%               |